# Andreas Hasenclever
Andreas Hasenclever (* 5. September 1962 in Düsseldorf) ist ein deutscher Politikwissenschaftler und Theologe. Er ist seit 2004 Professor für Friedensforschung und Internationale Politik am Institut für Politikwissenschaft der Eberhard-Karls-Universität Tübingen.

## Leben
Andreas Hasenclever wurde als Sohn des Ingenieurs Karl-Bernd Hasenclever und seiner Ehefrau Hildegard (geb. Andrees) geboren. Von 1982 bis 1983 leistete er Zivildienst beim katholischen Jugendamt der Stadt Bonn. Anschließend studierte er katholische Theologie und ab 1985 Politikwissenschaft in Tübingen, München und Paris. 1990 schloss er das Theologiestudium mit dem Diplom, 1992 das Studium der Politikwissenschaft mit dem Magister ab. Von 1990 bis 1992 war er wissenschaftlicher Mitarbeiter am Zentrum für Ethik in den Wissenschaften in Tübingen. Anschließend war er bis 1998 wissenschaftlicher Mitarbeiter am Tübinger Institut für Politikwissenschaft (IfP).
Nach einer zweijährigen Elternzeit promovierte Hasenclever im Jahr 2000 bei Volker Rittberger mit der Arbeit Die Macht der Moral in den Internationalen Beziehungen. Analyse der militärischen Interventionen in Somalia, Ruanda und Bosnien zum Dr. rer. soc. Für seine Dissertation, die im Campus-Verlag veröffentlicht wurde, erhielt er 2003 den Helmuth-James-von-Moltke-Preis der Deutschen Gesellschaft für Wehrrecht und Humanitäres Völkerrecht. Von 2000 bis 2004 war er wissenschaftlicher Projektleiter an der Hessischen Stiftung Friedens- und Konfliktforschung (HSFK) in Frankfurt; in den letzten beiden Jahren als Vorsitzender des Forschungsrates der Stiftung.
Im Oktober 2004 wurde Hasenclever auf die neu eingerichtete und von der Deutschen Stiftung Friedensforschung finanzierte Professur für Friedensforschung und Internationale Politik am Institut für Politikwissenschaft in Tübingen berufen, dessen geschäftsführender Direktor er 2005/2006, 2007/2008 und von 2019 bis 2022 war. Darüber hinaus war Hasenclever von 2016 bis 2019 Prodekan für Forschung der Wirtschafts- und Sozialwissenschaftlichen Fakultät.
Seine Forschungsschwerpunkte liegen auf der Rolle von Religionen in bewaffneten Konflikten, dem Vertrauen in den internationalen Beziehungen, Kriegsursachen und Friedenskonsolidierungsforschung, Internationalen Institutionen und dem Demokratischen Frieden.
Hasenclever ist seit 1995 mit einer Oberstudienrätin verheiratet und hat zwei Töchter.

## Schriften (Auswahl)
Monografien
- mit Peter Mayer, Volker Rittberger: Theories of International Regimes (= Cambridge Studies in International Relations. Band 55). Cambridge University Press, Cambridge 1997, ISBN 0-511-52172-3.
- Die Macht der Moral in der internationalen Politik. Militärische Interventionen westlicher Staaten in Somalia, Ruanda und Bosnien-Herzegowina (= Studien der Hessischen Stiftung Friedens- und Konfliktforschung. Band 36). Campus-Verlag, Frankfurt am Main, New York 2001, ISBN 3-593-36778-5 (Zugleich: Dissertation, Universität Tübingen, 2000).

Herausgeberschaften
- mit Klaus Dieter Wolf und Michael Zürn: Macht und Ohnmacht internationaler Institutionen. Festschrift für Volker Rittberger (= Studien der Hessischen Stiftung Friedens- und Konfliktforschung. Band 53). Campus-Verlag, Frankfurt am Main, New York 2007, ISBN 978-3-593-38365-1.
- mit Matthias Dembinski: Die internationale Organisation des Demokratischen Friedens. Studien zur Leistungsfähigkeit regionaler Sicherheitsinstitutionen (= Studien der Hessischen Stiftung Friedens- und Konfliktforschung; N.F. Band 9). Nomos, Baden-Baden 2010, ISBN 978-3-8329-5879-4.

Artikel
- mit Peter Mayer, Volker Rittberger: Interests, Power, Knowledge. The Study of International Regimes. In: Mershon International Studies Review. Band 40, Beilage 2, Oktober 1996, S. 177–228, doi:10.2307/222775 (usp.br [PDF; 1,4 MB]).
- mit Volker Rittberger: Does Religion Make a Difference? Theoretical Approaches to the Impact of Faith on Political Conflict. In: Millennium. Band 29, Nr. 3, 2000, S. 641–674, doi:10.1177/03058298000290031401.
- The Democratic Peace meets International Institutions. Überlegungen zur internationalen Organisation des demokratischen Friedens. In: Zeitschrift für Internationale Beziehungen. 9. Jg., Heft 1, 2002, S. 75–112, doi:10.5771/0946-7165-2002-1-75 (archive.org [PDF; 272 kB]).